# Lewis Casson
Sir Lewis Thomas Casson MC (* 26. Oktober 1875 in Birkenhead, Cheshire; † 16. Mai 1969 in London) war ein englischer Schauspieler und Theaterregisseur und der Mann von Dame Sybil Thorndike.

## Leben
Lewis Casson kam in Alfred Road 18, Birkenhead, Cheshire zur Welt. Er war der Sohn des Bankiers und Amateur-Orgelbauers Thomas Casson und seiner Frau Laura Ann (geborene Holland-Thomas). Als er noch ein Kind war, zog seine Familie nach Denbigh in Wales und Casson wurde an der Ruthin Grammar School unterrichtet. 1891 entschied sich Cassons Vater dafür, ein Geschäft aus seinem Orgelbau-Hobby zu machen und die Familie zog nach London. Casson begann früh im Geschäft seines Vaters mitzuarbeiten. Als dies jedoch fehlschlug startete er ein Chemiestudium, wurde aber schließlich am St Mark’s College, Chelsea, zum Lehrer ausgebildet und erhielt dort auch sein Zertifikat als Lehrer. Im Jahr 1900 begann Cassons Vater, ein weiteres Orgelgeschäft aufzubauen und Casson arbeitete dort für die nächsten vier Jahre.
Am 22. Dezember 1908 heiratete er in Aylesford, Kent Sybil Thorndike, die Mitglied der Repertoiretruppe war, der auch er zu dieser Zeit angehörte. Sie hatten vier gemeinsame Kinder: John (* 1909), Christopher (* 1912), Mary (* 1914) und Ann (* 1915). Christopher, Mary und Ann wurden ebenfalls Schauspieler.
Bei Beginn des Ersten Weltkriegs schloss sich Casson dem Royal Army Service Corps (RASC) an. Später kam er zu den Royal Engineers und erreichte schließlich den Rang eines Major. Er kehrte aufgrund einer Verwundung 1917 als Invalide heim und wurde mit dem Military Cross geehrt. Bis zum Kriegsende war er Sekretär des Chemical Warfare Committee. Später bereute er seine damit verbundene Verwicklung in die Produktion von Giftgas.

## Karriere

### Anfänge vor Beginn des Ersten Weltkriegs
Casson war immer an der Schauspielkunst interessiert und hat in seiner Jugend in verschiedenen Amateurproduktionen mitgewirkt. Ab 1904 war er professioneller Schauspieler am Royal Court Theatre unter Harley Granville-Barker. Er trat unter anderem in Man and Superman von George Bernard Shaw auf. Bis 1908 blieb er beim Royal Court Theatre, danach trat er einer von Annie Horniman gegründeten Repertoiretruppe am Gaiety Theatre in Manchester bei. Dies war das erste Repertoiretheater im Land.
Casson und seine Frau wirkten bei der Repertoiresaison von Charles Frohman, einem amerikanischen Theaterregisseur, in London mit. Bald nach der Geburt ihres ersten Sohnes 1909 unternahmen sie mit Frohman eine Tour durch die Vereinigten Staaten. Als Casson nach England zurückkam wurde er Theaterregisseur und arbeitete von 1911 bis 1913 wieder mit Annie Horniman zusammen.

### Zwischenkriegszeit
Nach dem Ersten Weltkrieg nahm Casson seine Karriere als Theaterregisseur wieder auf. Zu dieser Zeit verbreitete sich der Ruhm seiner Frau Sybil zunehmend und Casson unterstützte ihre aufstrebende Karriere. Er führte Regie in ihrem Stück Saint Joan (Die heilige Johanna), das von George Bernard Shaw mit ihr als Vorbild für die Hauptrolle der heiligen Johanna geschrieben wurde. Er führte ebenfalls Regie bei Produktionen der Troerinnen und Medea von Euripides (übersetzt von Gilbert Murray), sowie bei den Stücken Henry VIII (1925) und Macbeth (1926). 1938 produzierte Casson das Stück Henry V für Ivor Novello. 1940 führte er Regie bei Coriolanus mit Laurence Olivier und King Lear mit John Gielgud.
Casson und seine Frau machten 1928 eine Tournee durch Südafrika und 1932 durch den mittleren Osten, Australien und Neuseeland. 1939 führte er das Ensemble des Old Vic Theatre (genannt Old Vic) auf einer Tour durch den Mittelmeerraum.
Im Filmgeschäft debütierte er in The Merchant of Venice (1927, deutsch: Der Kaufmann von Venedig) als Shylock. Dies war sein einziger Stummfilm.

### Zweiter Weltkrieg und späteres Leben
Während des Zweiten Weltkriegs organisierte Casson Touren des Old Vic Ensembles durch die South Wales Valleys (Wales).
Casson war Präsident der British Actors' Equity Association (heute Equity) von 1941 bis 1945 und wurde 1945 zum Knight Bachelor geschlagen. 1947 spielte er erfolgreich die Hauptrolle in J. B. Priestleys The Linden Tree. 1959 feierten die Cassons ihre goldene Hochzeit mit einem gemeinsamen Auftritt in Clemence Danes Stück Eighty in the Shade, das speziell für sie geschrieben wurde.
Casson nahm an einigen internationalen Vortragsreisen seiner Frau teil. Er war bis 1968 in seinem Beruf aktiv, sein letzter Auftritt war in Night Must Fall von Emlyn Williams. Er starb am 16. Mai 1969 im Nuffield Nursing Home. Seine Frau Sybil starb 1976.

## Filmografie (Auswahl)
- 1934: Little Friend
- 1936: Rhodes of Africa